# Asphinctites
Asphinctites – rodzaj głowonogów z podgromady amonitów.
Żył w okresie jury (bajos - baton).